# Girardia
Genre
Girardia est un genre de vers plats d'eau douce de la famille des Dugesiidae.  Le genre regroupe 57 espèces valides.

## Systématique
Le nom valide complet (avec auteur) de ce taxon est Girardia Ball (d), 1974.
Ce nom de genre a été créé en l'honneur du zoologiste Charles Frédéric Girard (1822-1895).

### Homonymie
Ce nom de genre ne doit pas être confondu avec Girardia S.F.Gray, 1821, un genre d'algues rouges synonyme de Bangia.

### Liste des espèces
Selon la base de données World Register of Marine Species (14 janvier 2024), le genre Girardia contient les espèces suivantes :
- Girardia anceps (Kenk, 1930)
- Girardia anderlani (Kawakatsu & Hauser, 1983)
- Girardia andina (Borelli, 1895)
- Girardia antillana Kenk, 1941
- Girardia arenicola Hellmann & Leal-Zanchet, 2018
- Girardia arimana (Hyman, 1957)
- Girardia arizonensis Kenk, 1975
- Girardia arndti Marcus, 1946
- Girardia asymmetrica Hellman & Leal-Zanchet, 2020
- Girardia aurita (Kennel, 1888)
- Girardia avertiginis Sluys, 2005
- Girardia azteca (Benazzi & Giannini, 1971)
- Girardia barbarae (Mitchell & Kawakatsu, 1973)
- Girardia biapertura Sluys, 1997
- Girardia bonaerensis (Moretto, 1996)
- Girardia bursalacertosa Sluys, 2005
- Girardia cameliae (Fuhrmann, 1912)
- Girardia canai Curino & Cazzaniga, 1993
- Girardia capacivasa Sluys & Kawakatsu, 2005
- Girardia chilla (Marcus, 1954)
- Girardia cubana Codreanu & Balcesco, 1973
- Girardia desiderensis Souza & Leal-Zanchet, 2016
- Girardia dorotocephala (Woodworth, 1897)
- Girardia dubia (Borelli, 1895)
- Girardia festai (Borelli, 1898)
- Girardia glandulosa (Kenk, 1930)
- Girardia graffi (Weiss, 1909)
- Girardia guatemalensis (Mitchell & Kawakatsu, 1973)
- Girardia hoernesi (Weiss, 1910)
- Girardia hypoglauca Marcus, 1948
- Girardia ibitipoca Hellman & Leal-Zanchet, 2020
- Girardia informis Sluys & Grant, 2006
- Girardia jenkinsae Benazzi & Gourbault, 1977
- Girardia jugosa Sluys, 2005
- Girardia longistriata (Fuhrmann, 1912)
- Girardia mckenziei (Mitchell & Kawakatsu, 1973)
- Girardia microbursalis (Hyman, 1931)
- Girardia multidiverticulata Souza, Morais, Cordeiro & Leal-Zanchet, 2015
- Girardia nonatoi (Marcus, 1946)
- Girardia paramensis Fuhrmann, 1912
- Girardia paucipunctata Hellmann & Leal-Zanchet, 2018
- Girardia pierremartini Souza & Leal-Zanchet, 2016
- Girardia rincona (Marcus, 1954)
- Girardia sanchezi Hyman, 1955
- Girardia schubarti (Marcus, 1946)
- Girardia seclusa (de Beauchamp, 1940)
- Girardia sinensis Chen & Wang, 2015
- Girardia somuncura Lenguas Francavilla, Negrete, Martínez-Aquino, Damborenea & Brusa, 2021
- Girardia spelaea Hellman & Leal-Zanchet, 2020
- Girardia sphincter Sluys & Kawakatsu, 2001
- Girardia striata (Weiss, 1910)
- Girardia tahitiensis Gourbault, 1977
- Girardia tigrina (Girard, 1850)
- Girardia titicacana (Hyman, 1939)
- Girardia tomasi Lenguas Francavilla, Negrete, Martínez-Aquino, Damborenea & Brusa, 2021
- Girardia typhlomexicana (Mitchell & Kawakatsu, 1973)
- Girardia ururiograndeana (Kawakatsu, Hauser & Ponce de Leon, 1992)

### Synonymes, reclassements
D'après World Register of Marine Species (14 janvier 2024) :
- l'espèce Girardia dimorpha (Bohmig, 1902) est synonyme de Girardia festai (Borelli, 1898)
- l'espèce Girardia jimi Martins, 1970 est synonyme de Girardia tigrina (Girard, 1850)
- l'espèce Girardia miltgeni (Gourbault, 1980) est synonyme de Girardia arimana (Hyman, 1957)
- l'espèce Girardia polyorchis (Fuhrmann, 1912) est reclassée en Dugesia polyorchis (Fuhrmann, 1912) en restant dans la famille des Dugesiidae
- l'espèce Girardia veneranda Martins, 1970 est synonyme de Girardia chilla (Marcus, 1954).